# Justicia gendarussa
Justicia gendarussa (em marata:  बाकस, bakas, काळा अडुळसा, kala adulasa; em sânscrito:  कसनः, kasanah, वैध्यसिंहा, vaidyasinha),  popularmente conhecida como quebra-demanda,  é um pequeno arbusto erecto e ramificado. Ele tem sido descrito como raro e endémico da Índia, embora essas afirmações sejam, no mínimo, confusas, no contexto das demonstrações nas quais a planta é amplamente utilizada em várias formas pelas muitas propriedades medicinais insecticidas, e tem um crescimento rápido; é um arbusto considerado nativo da China e distribuído pelo Sri Lanka, Índia e Malásia.
É dito ser útil na asma, reumatismo e colicas das crianças. Ele pode ter o potencial para ser a base de um contraceptivo para homens. Testes clínicos neste arbusto estão sendo realizados na Indonésia.